# Frako Kondensatoren- und Anlagenbau

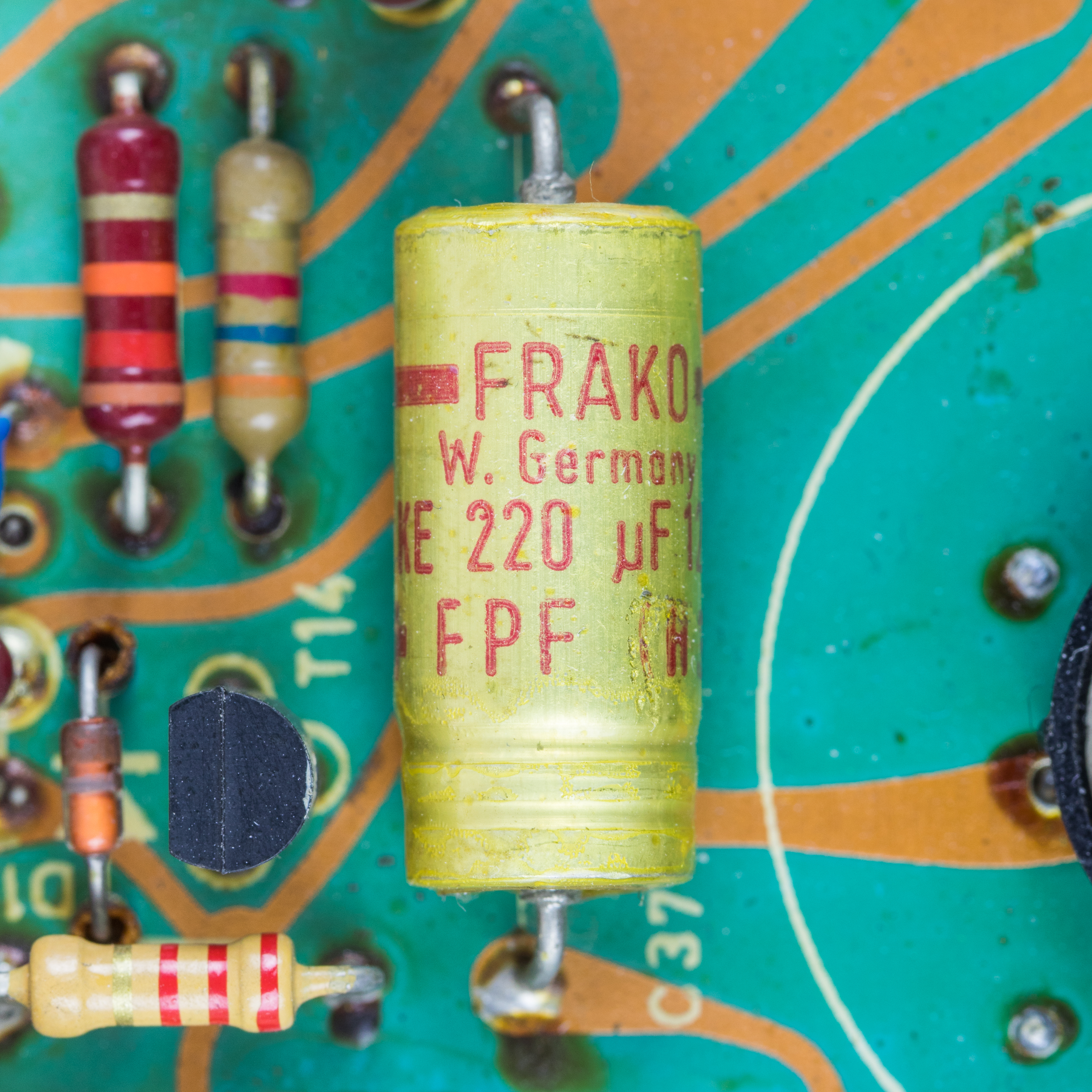
Kondensator KE 220 µF

Die Frako Kondensatoren- und Anlagenbau GmbH (Eigenschreibweise: FRAKO) ist einer der weltweit führenden Hersteller von Leistungs-Kondensatoren, Blindleistungs-Regelanlagen und Energie-Management-Systemen mit eigener Produktentwicklung. Das 1928 gegründete Unternehmen ist ein Pionier auf dem Gebiet der Kondensatorenherstellung. Das in Teningen in Baden-Württemberg angesiedelte Unternehmen ist seit 2005 eine Tochter der Industrieholding AdCapital AG.

## Unternehmen
Das Unternehmen wurde 1928 in Frankfurt als Frankfurter Kondensatoren Fabrik gegründet und verlagerte 1932 seinen Sitz nach Teningen. Bis heute ist der Unternehmensstandort in der Tscheulinstraße in Teningen. In den ersten Jahren wurden Papierwickelkondensatoren für die Post sowie Aluminium-Elektrolytkondensatoren für die junge Rundfunktechnik hergestellt. Später wurden auch OEM-Stromversorgungen in das Produktsortiment aufgenommen.

### Bedeutung für die frühe Rundfunk- und Fernmeldetechnik
Speziell um 1930 hatte Frako eine große Bedeutung als Produzent von Kondensatoren für die junge Rundfunkgeräteindustrie. Damals gehörte sie zu den wenigen Unternehmen, die mit der Entwicklung und Herstellung von Papierkondensatoren und Elektrolytkondensatoren in den verschiedensten Ausführungen begannen, als diese Erzeugnisse zu wesentlichen und in großer Stückzahl benötigten Bauelementen für die aufblühende Fernmelde- und Rundfunktechnik wurden. Die Verlegung des Produktionsstandortes nach Teningen im Jahr 1932 war unter anderem darin begründet, dass dort das Aluminiumwerk Tscheulin angesiedelt war, was einen beachtlichen Standortvorteil mit sich brachte. In diesem Werk wurde 1911 erstmals in Deutschland Alufolie gewalzt, die dann in den 1920er Jahren bei der Produktion von Elektrolytkondensatoren Verwendung fand.

### Unternehmen nach 1945
Ab dem Jahr 1949 wurden Starkstromkondensatoren sowie Leuchtstofflampen-Kondensatoren und Leistungskondensatoren hergestellt. Im Jahr 1957 wurde mit der Herstellung automatisch geregelter Blindleistungs-Kompensationsanlagen begonnen und ab 1975 wurden die Blindleistungsregler selbst entwickelt und produziert. 1984 kam der Leistungskondensator in MKP-Ausführung mit Überdruck-Abreißsicherung auf den Markt.
Im Jahr 1985 beschäftigte das Unternehmen 1400 Mitarbeiter an 5 Produktionsstandorten und erwirtschaftete einen Umsatz von 140 Millionen DM.
1989 wurde der Bereich der Elektrolytkondensatoren-Fertigung geschlossen und der Maschinenpark sowie das Knowhow an die Unternehmensgruppe Roederstein in Landshut verkauft, die heute zum Bauelementehersteller Vishay gehört.
1992 stellte FRAKO das erste Energie-Management-System vor.
1995 wurde die FRAKO Kondensatoren- und Anlagenbau GmbH Tochter der Berliner Elektro Holding AG,
im Jahr 2000 die Firma Baugatz/Hoppe mit FRAKO verschmolzen. Zusammen mit dem akquirierten Bereich der AGLK der Moeller Engineering GmbH baute FRAKO die Marktführerschaft im Bereich Power-Quality zur Optimierung des Strombezugs und der Verbesserung der Spannungsqualität noch weiter aus.
2005 nahm die FRAKO eine neue Produktionshalle für die Kondensatorenfertigung in Betrieb. Gleichzeitig wurden die Geschäftsanteile der Frako durch die BET GmbH, ein Unternehmen der AdCapital AG übernommen.
2013 wurde mit einem Schwesterunternehmen, der frako power systems GmbH & Co. KG, ein Anbieter von Blockheizkraftwerken (BHKW) und integrierten Systemen rund um Blockheizkraftwerke, gegründet.

### Umweltbelastungen durch PCB
Ab dem Jahr 1954 wurde ein kleiner Teninger Baggersee, also offen liegendes Grund- und damit Trinkwasser, mit Haus- und Industriemüll verfüllt. Besonders problematisch waren die PCB-haltigen Kondensatoren der Firma FRAKO,  aber auch die Abfälle des Teninger Tscheulinwerks.
Am Standort Teningen/Köndringen gibt es eine der größten PCB-Grundwasserbelastungen in Baden-Württemberg. Durch PCB-Einleitungen werden dort Konzentrationen im Grundwasser gefunden, die die Grenzwerte stark überschreiten. Die PCB-Belastungen betreffen das Grundwasser auf einer Umgebung von mehreren hundert Meter unterhalb des Firmengeländes. In der Umgebung wurden von der Gemeinde in einem Bach extrem stark mit PCB belastete Fische gefunden. Obwohl seit mehr als 25 Jahren Grundwasser abgepumpt wird, haben sich die PCB-Konzentrationen nicht verringert und durch undichte Abwasserleitungen auf dem Firmengelände wird bei hohen Grundwasserständen zusätzlich PCB in die Umgebung ausgeleitet.
Eine Initiative von betroffenen Bürgern hat die Kontamination an die Öffentlichkeit gebracht.